# Zagaj pri Ponikvi
Zagaj pri Ponikvi este o localitate din comuna Šentjur, Slovenia, cu o populație de 87 de locuitori.